# Junction City (Ohio)
Junction City és una població dels Estats Units a l'estat d'Ohio. Segons el cens del 2000 tenia 818 habitants.

## Demografia
Segons el cens del 2000, Junction City tenia 818 habitants, 295 habitatges, i 225 famílies. La densitat de població era de 493,5 habitants per km².
Dels 295 habitatges en un 40,3% hi vivien nens de menys de 18 anys, en un 54,2% hi vivien parelles casades, en un 15,6% dones solteres, i en un 23,4% no eren unitats familiars. En el 17,6% dels habitatges hi vivien persones soles el 7,5% de les quals corresponia a persones de 65 anys o més que vivien soles. El nombre mitjà de persones vivint en cada habitatge era de 2,77 i el nombre mitjà de persones que vivien en cada família era de 3,12.
Per edats la població es repartia de la següent manera: un 29,8% tenia menys de 18 anys, un 8,4% entre 18 i 24, un 26,9% entre 25 i 44, un 24,8% de 45 a 60 i un 10% 65 anys o més.
L'edat mediana era de 32 anys. Per cada 100 dones de 18 o més anys hi havia 94,6 homes.
La renda mediana per habitatge era de 29.861 $ i la renda mediana per família de 32.426 $. Els homes tenien una renda mediana de 30.329 $ mentre que les dones 18.750 $. La renda per capita de la població era de 12.074 $. Aproximadament el 18,2% de les famílies i el 22,8% de la població estaven per davall del llindar de pobresa.

## Poblacions més properes
El següent diagrama mostra les poblacions més properes.